# Kristoffer Nordfeldt
Bo Kristoffer Nordfeldt (Stockholm, Svédország, 1989. június 23. –) svéd labdarúgó, az AIK Fotbollban játszik, kapusként.

## Pályafutása

### Brommapojkarna
Nordfeldt az utánpótlás-neveléséről híres IF Brommapojkarna ifiakadémiáján kezdett el futballozni. 2006-ban került fel az első csapat keretéhez, de sem abban az évben, sem a következőben nem kapott lehetőséget, amikor csapata az első osztályban szerepelt. A 2008-as szezon hozta meg számára az áttörést, mivel két kapus, Mattias Asper és Kristoffer Björklund is elhagyta a klubot. Alapember lett a csapatban és a 30-ból 29 bajnoki mérkőzésen ő védett, ezalatt 27 gólt kapott és 12 alkalommal őrizte meg kapuját a bekapott góltól. Ezzel ő is hozzájárult ahhoz, hogy csapata visszajutott az élvonalba. 2009 elején új, hároméves szerződést írt alá a csapattal. A 2009-es idényben sokan azt várták, hogy a Brommapojkarna kiesik, de végül a biztonságos 12. helyen végzett. Ehhez Nordfeldt is hozzájárult, aki 21 bajnokiból haton nem kapott gólt, összesen pedig 31-szer találtak be a hálójába.
2010. augusztus 2-án több neves klub is játékosmegfigyelőket küldött Svédországba, hogy megtekintsék a Helsingborg elleni teljesítményét. Egyes értesülések szerint ezek között a klubok között volt az Ajax, a Borussia Mönchengladbach, a Hannover 96, a Heerenveen és a Sampdoria.

### Heerenveen
2012. március 6-án három és fél éves szerződést kötött a holland Heerenveennel. Három szezont töltött a klubnál, összesen 112 bajnokin pályára lépve.

### Swansea City
A Swansea City 2015. június 23-án ismeretlen összeg ellenében leigazolta Nordfeldtet, három évre szóló szerződést kötve vele. Leigazolása célja az volt, hogy Łukasz Fabiański versenytársa legyen a kapusposztért, Gerhard Tremmel kölcsönadása és David Cornell távozása után. Augusztus 25-én, egy York City elleni Ligakupa-meccsen mutatkozott be. Csapata 3-0-s győzelmet aratott. A Premier League-ben 2016. május 15-én, a Manchester City ellen debütált.

### A válogatottban
Nordfeldt 2011. január 22-én, Dél-Afrika ellen mutatkozott be a svéd válogatottban.

## Külső hivatkozások
- Kristoffer Nordfeldt adatlapja a Soccerway oldalon (angolul)